# Boetius (évêque)
Boetius, dit encore Behotius ou Boethius est un évêque de Carpentras (583-604), qui de retour d'un concile national s'installa à Venasque, son siège épiscopal ayant été mis à sac par un raid barbare.

## Choix de Venasque
L'évêché de Carpentras, dès la fin du Ve siècle, fut en butte aux attaques et pillages des barbares ariens, notamment burgondes et ostrogoths. De cette date jusqu'au Xe siècle ou XIe siècle, les évêques préférèrent ponctuellement se replier à Venasque (l'ancienne Vindasca), dans la vallée de la Nesque, dont la défense était plus facile. Parmi ceux-ci, il y eut Boetius, qui fut inhumé à Notre-Dame de Vic (du vicus), aujourd'hui rebaptisé en Notre-Dame de Vie.

## Notre-Dame de Vie
Cette église qui fit office de cathédrale de substitution, est située sur un éperon rocheux et abrupt à la sortie des gorges de la Nesque. Celui-ci est un véritable verrou entre la plaine de Carpentras et le col de Murs qui permet de franchir les monts de Vaucluse et d'atteindre la plaine du Calavon et la cité d'Apt (Apta Julia).
Ce site avait été occupé dès l'époque préhistorique avant de devenir un vicus gallo-romain sous l'Antiquité. Au cours de la période des grandes invasions, cet éperon fut barré par un large fossé et protégé par une forte muraille épaulée de trois tours semi-circulaires à pédoncules de tradition gallo-romaines.

## Pierre tombale de Boetius
Cette dalle en calcaire est l'un des rares vestiges de la sculpture du VIIe siècle. Le corps de l'évêque, mort à Venasque, fut inhumé sur place et recouvert par celle-ci. Elle est ornée de rosaces et d'une grande croix cléchée portant suspendue à ses bras l'alpha et l'oméga. À l'origine, cet ensemble était rehaussé de pierres semi-précieuses et de verroterie. 
Il est à noter que le sculpteur ignorait le grec, et sans doute toute écriture, puisqu'il a représenté la croix à l'envers ce qui fait que l'oméga précède l'alpha.